# Tachina domator
Tachina domator là một loài ruồi trong họ Tachinidae.